# Rosny-sur-Seine
 Rosny-sur-Seine  es una población y comuna francesa, en la región de Isla de Francia, departamento de Yvelines, en el distrito de Mantes-la-Jolie y cantón de Mantes-la-Ville.

## Demografía
| 656 | 589 | 571 | 584 | 710 | 682 | 674 | 714 | 661 | 706 | 703 | 721 | 708 | 675 | 667 | 791 | 745 | 833 | 911 | 829 | 946 | 937 | 993 | 1 067 | 1 036 | 1 189 | 1 343 | 1 560 | 2 796 | 3 541 | 3 932 | 4 606 | 4 758 |
| Para los censos de 1962 a 1999 la población legal corresponde a la población sin duplicidades (Fuente: INSEE [Consultar]) |     |     |     |     |     |     |     |     |     |     |     |     |     |     |     |     |     |     |     |     |     |     |       |       |       |       |       |       |       |       |       |       |